# 三木通秋
三木 通秋(みき みちあき)は、戦国時代から安土桃山時代にかけての武将。英賀城主。河野氏の支流とされる播磨三木氏の9代当主。

## 生涯
天文3年（1534年）8月10日、三木通明（みちあき）の嫡男として英賀城内で誕生。天文13年（1544年）に元服して掃部助通秋を名乗り、三木氏の家督を相続し、英賀三木氏9代目の当主となる。
永禄12年（1569年）に赤松義祐と室町幕府15代将軍・足利義昭や織田信長の支援を受けた赤松政秀が対立した際には義祐方に与し、政秀の侵攻を受け窮地に立たされていた小寺孝隆（黒田孝高）の救援に駆けつけて、共に政秀を破り逆転勝利に貢献した（土器山の戦い）。
元亀元年（1570年）より始まった石山合戦では、領内に英賀御堂を始めとした本願寺門徒衆を多く抱え、自身も熱心な門徒であった事から顕如の檄文に呼応して挙兵し、兵430人を畿内に派遣し石山本願寺に3,000俵を送って支援をして織田氏への対立姿勢を露わにし、親織田に傾きつつあった赤松義祐や、小寺氏・別所氏ら播磨の周辺勢力とは疎遠になり始める。
天正5年（1576年）に毛利輝元が本願寺支援を決めたことで毛利氏と同盟し、英賀に毛利家臣の浦宗勝の軍勢を上陸させて播磨きっての親織田派であった小寺孝隆を5,000の兵で攻撃したが、孝隆の奇策の前に敗退した（英賀合戦）。天正6年（1578年）になると小寺政職や別所長治などの播磨国衆が織田から毛利に転じたため、通秋は三木合戦の始まりを受けて海路を使って別所氏を積極的に支援し、援軍や兵糧を送っている。
しかし、天正8年（1580年）1月に三木城が落城して別所長治が自害に追い込まれると、英賀城も織田軍の猛攻を受けて2月13日（4月26日とする書もある）には陥落。通秋は子の安明（やすあき）ら一族とともに命からがら英賀城から抜け出し、九州へと落ち延びた。しかし、天正10年（1582年）に羽柴秀吉に罪を許され英賀に戻り、かつてのような所領は失ったものの再び同地に居住して郷士頭となっている。
天正11年（1583年）12月16日に死去。享年50。遺体は播磨の西徳寺に葬られた。